# Luis Toharia Cortés
Luis Toharia Cortés (Madrid, 23 de enero de 1951 - Madrid, 3 de febrero de 2012). Fue un economista español y catedrático de Fundamentos de Análisis Económico en la Universidad de Alcalá de Henares desde 1986. En 2011 recibió la Medalla de Oro al Mérito en el Trabajo concedida por el Consejo de Ministros.

## Biografía
Licenciado en Ciencias Económicas, Universidad Autónoma de Madrid en 1973. Estudió el doctorado en el Massachusetts Institute of Technology (M.I.T.), leyendo la tesis en 1976, cuyo título fue "The division of labor and the historical origins of internal labor markets in the United States: a case-study of the McCormick Works of Chicago, 1848-1902" dirigida por Michael J. Piore. Durante esta época dieron clase en el M.I.T los premios nobel de economía Robert Solow y Paul Samuelson.
Después de ejercer como profesor visitante en el M.I.T y la Universidad de Tufts se traslada a la Universidad de Alcalá de Henares como profesor interino y titular hasta que en 1986 gana la Cátedra de Fundamentos de Análisis Económico. En esta Universidad ha sido Director del Master Oficial en Análisis Económico Aplicado y del Programa Oficial de Postgrado en Economía, títulos impartidos conjuntamente por las Universidades de Alcalá y Complutense de Madrid durante el período 2006-2009.
Como investigador se centró en el análisis del mercado de trabajo y las condiciones salariales y laborales para la Unión Europea, el Ministerio de Trabajo, y el Instituto Nacional de Estadística entre otros.
Publicó una treintena de libros sobre el mercado de trabajo y colaborado en una gran cantidad de revistas y medios especializados. En este campo, fue cofundador de la revista electrónica Revista de economía laboral en 2004.
Cuando se le concede la Medalla de oro al Mérito en el trabajo, Samuel Bentolila glosa su figura en el blog Nada es Gratis. Con ocasión de su fallecimiento el mismo autor publica un sentido obituario.
Como economista del trabajo, se le puede considerar "de la demanda", en el sentido que en sus análisis ha considerado que el problema persistente del paro en España está más relacionado con las características del sistema productivo, que es el que demanda empleo, que con la "oferta", es decir, con los factores institucionales que favorecen la empleabilidad.

## Obras
- Las causas del paro en España: un punto de vista estructural, Madrid, Fundación IESA, 1987 (en colaboración con Lluís Fina).
- Análisis de las condiciones de vida y trabajo en España, Madrid, Ministerio de Economía y Hacienda, 1988 (en colaboración con Juan Muro, José Luis Raymond y Ezequiel Uriel).
- Análisis de la contratación temporal en España, Madrid, Ministerio de Trabajo y Seguridad Social, 1991 (en colaboración con Julio Segura, Federico Durán y Samuel Bentolila).
- Unemployment and labour market flexibility: the case of Spain, Ginebra, OIT, 1994 (en colaboración con Juan F. Jimeno).
- El desempleo en España. Tres ensayos críticos, Universidad de Castilla-La Mancha, Albacete, 1996 (en colaboración con Oscar de Juan y Jordi Roca).
- The labour market in Spain, Bruselas, Comisión Europea, 1997 (director del equipo de investigación).
- El mercado de trabajo en España, Madrid, McGraw-Hill, 1998 (en colaboración con C. Albert, I. Cebrián, C. García Serrano, I. García.Mainar, M.A.Malo, G. Moreno y E. Villagómez).
- La temporalidad en el empleo: atrapamiento y trayectorias, Madrid, Ministerio de Trabajo y Asuntos Sociales, 2007) (en colaboración con Inmaculada Cebrián)

## Premios y honores
- 1971-72: Fundación Juan March - Beca para estudios en el extranjero, para estudiar Demografía en la Universidad de Montreal.
- 1975-77: Fundación Juan March - Beca para estudios en el extranjero, para realizar estudios de Doctorado en el M.I.T.
- 1978-79: Alfred P. Sloan Foundation - Beca de investigación para la realización de la tesis doctoral.
- 1980-81: Beca de reincorporación del Ministerio de Educación, Universidad Autónoma de Madrid.
- 1990-91: Beca para estancias cortas en el extranjero, para investigar en el Institute for Employment Research de la Universidad de Warwick (Reino Unido), enero-marzo de 1991.
- 1991: Premio de investigación del Consejo Social de la Universidad de Alcalá en su primera convocatoria (1990).
- 2011: Medalla de oro al Mérito en el trabajo[6]